# Reserva Natural de Naissoo
A Reserva Natural de Naissoo é uma reserva natural localizada no condado de Pärnu, na Estónia.
A área da reserva natural é de 116 hectares.
A área protegida foi fundada em 1964 para proteger a floresta de carvalhos de Naissoo. Em 2007, a área protegida foi designada como reserva natural.